# Подоли
По́доли — село в Україні, у Куп'янському районі Харківської області. Входить до складу Курилівської сільської громади. Населення становить 2376 осіб.

## Географія
Село Подоли знаходиться на відстані 2 км від річки Оскіл (лівий берег), примикає до міста Куп'янськ та села Курилівка. Поруч проходять автомобільні дороги Р79 і Н26. Село з одного боку оточене лісовим масивом (сосна), з іншого — болотом. Поруч із селом Куп'янський аеродром.

## Історія
1918 — дата заснування.
Під час організованого радянською владою Голодомору 1932—1933 років померло щонайменше 183 жителі села. 
До 2020 року було у складі Курилівської сільської ради. 
19 липня 2020 року, в результаті адміністративно - територіальної реформи та ліквідації колишнього Куп'янського району (1923— 2020), село увійшло до складу новоутвореного Куп'янського району Харківської області.  
7 жовтня 2022 українські військові звільнили село Подоли від російської окупації.

## Населення

### Мова
Розподіл населення за рідною мовою за даними перепису 2001 року:
| Мова            | Кількість | Відсоток |
| --------------- | --------- | -------- |
| українська      | 2224      | 93.60%   |
| російська       | 148       | 6.23%    |
| болгарська      | 1         | 0.04%    |
| інші/не вказали | 3         | 0.13%    |
| Усього          | 2376      | 100%     |

## Економіка
- Свино-товарна ферма.